# ویندن (راین-لان)
ویندن (به آلمانی: Winden) یک شهر در آلمان است که در Verbandsgemeinde Nassau واقع شده‌است. ویندن ۷۲۲ نفر جمعیت دارد.